# Scirpophaga melanostigmus
Scirpophaga melanostigmus là một loài bướm đêm trong họ Crambidae.